# アンデル・アストララガ
アンデル・アストララガ・アラングレン（Ander Astralaga Aranguren、2004年3月3日 - ）は、スペイン・バスク州ベランゴ出身のサッカー選手。グラナダCF所属。ポジションはGK。

## クラブ経歴
バスク州のベランゴに生まれ、アスレティック・ビルバオのカンテラで本格的にサッカーを始めたが、2018年にフリーでFCバルセロナのカンテラであるラ・マシアへ移籍した。2021-22シーズンの3月27日、プリメーラRFEFのレアル・ベティスB戦にてBチームデビューを飾り、試合は2-1でバルセロナBの勝利に終わった。
2023年1月28日、プリメーラ・ディビシオンのジローナFC戦に向けたトップチームのメンバーに初招集されたが、出場機会は無かった。